# مهمة صعبة جدا (فلم)
مهمة صعبة جدا هو فيلمٌ مصريٌ أُنتج عام 1987.

## قصة الفيلم
يتفاجأ أحمد عاصم (فاروق الفيشاوي) بأن والدته (مريم فخر الدين) قد تزوجت من صديقه الرسام كمال (أحمد ماهر). يخرج من بيته غاضباً إلى ملهىً ليليٍ، ويشرب الخمر بلا توقف، وهناك يلتقي بوحيد شكري (صلاح السعدني)، ويخبره وهو مخمور عن سبب غضبه، فيعرض عليه وحيد أن يقتل زوج أمه، في مقابل أن يقتل أحمد زوجة وحيد، ويوافق أحمد.
يقوم وحيد بقتل كمال، زوج أم أحمد، ويطلب من أحمد تنفيذ وعده بقتل الدكتورة سلوى عبد الفتاح (نورا) زوجة وحيد. يندم أحمد على وعده بالقتل، ويفشل في قتل الزوجة، خصوصاً بعد أن عرف أنها طبيبة نساء طيبة، وناجحة في عملها، ويعجب بها، ويكشف لها مع مرور الوقت سر رغبته في قتلها.
يحاول أحمد التهرب من تنفيذ الوعد بالقتل، فيما يصر وحيد على ذلك، ويبتزه لاشتراكه معه في قتل زوج أمه. يحاول أحمد إثناءه عن فكرة القتل، ويكتشف أنه مُصرٌ على قتل زوجته لرغبته الحصول على مبلغ التأمين على حياتها.
تقوم سلوى بتسجيل زوجها وحيد دون علمه، وهو يعترف أن أحمد وافق على قتل زوج أمه تحت تأثير السكر.
يقوم وحيد بخطف أم أحمد، ويواصل ابتزازه له، فيما تقوم الدكتورة سلوى، بإبلاغ الشرطة دون علم أحمد ، فتقوم الشرطة بالهجوم على مكان وحيد، وتقتله أثناء الاشتباك. يُبرأ أحمد من الاشتراك في قتل زوج أمه، بعد سماعهم لاعتراف وحيد في الشريط الذي سجلته سلوى.